# Nagroda Cole’a
Nagroda Cole’a – nagroda z dziedziny matematyki ufundowana przez Franka Nelsona Cole’a, absolwenta i wykładowcę matematyki na Uniwersytecie Harvarda, a potem, aż do śmierci, profesora Columbia University oraz długoletniego sekretarza Amerykańskiego Towarzystwa Matematycznego (w latach 1895-1920). Nagrody przyznawane są przez Amerykańskie Towarzystwo Matematyczne w dwóch dziedzinach: algebry oraz teorii liczb (w tej drugiej kategorii ufundowana później z funduszy zgromadzonych przez C. A. Cole'a, syna Franka Nelsona Cole.
Nagrodę (z algebry) przyznano po raz pierwszy w 1928 roku, a po dekadzie obie nagrody przyznawano co 5 lat, z przesunięciem przyznawania nagrody z teorii liczb o dwa lata. Począwszy od roku 2000 nagrody przyznawane są co trzy lata.

## Laureaci

### Algebra
- 1928: Leonard Eugene Dickson[3]
- 1939: Abraham Adrian Albert
- 1944: Oscar Zariski
- 1949: Richard Brauer
- 1954: Harish-Chandra
- 1960: Serge Lang, Maxwell Rosenlicht
- 1965: Walter Feit, John Griggs Thompson
- 1970: John Stallings, Richard Swan
- 1975: Hyman Bass, Daniel Gray Quillen
- 1980: Michael Aschbacher, Melvin Hochster
- 1985: George Lusztig
- 1990: Shigefumi Mori
- 1995: Michel Raynaud, David Harbater
- 2000: Andrei Suslin, Aise Johan de Jong
- 2003: Hiraku Nakajima
- 2006: János Kollár
- 2009: Christopher Hacon, James McKernan
- 2012: Alexander Merkurjev
- 2015: Peter Scholze
- 2018: Robert Guralnick
- 2021: Chenyang Xu[3]
- 2024: Jessica Fintzen

### Teoria liczb
- 1931: Harry Vandiver[4]
- 1941: Claude Chevalley
- 1946: Henry Mann
- 1951: Paul Erdős
- 1956: John Tate
- 1962: Kenkichi Iwasawa, Bernard Dwork
- 1967: James Ax, Simon Kochen
- 1972: Wolfgang Schmidt
- 1977: Gorō Shimura
- 1982: Robert P. Langlands, Barry Mazur
- 1987: Dorian Goldfeld, Benedict Gross, Don Zagier
- 1992: Karl Rubin, Paul Vojta
- 1997: Andrew J. Wiles
- 2002: Henryk Iwaniec, Richard Taylor
- 2005: Peter Sarnak
- 2008: Manjul Bhargava
- 2011: Chandrashekhar Khare, Jean-Pierre Wintenberger
- 2014: Zhang Yitang, Cem Yıldırım, János Pintz, Daniel Goldston
- 2017: Henri Darmon[4]
- 2020: James Maynard[5]
- 2023: Kaisa Matomäki, Maksym Radziwiłł, James Newton, Jack Thorne